# 国鉄キハ54形気動車
国鉄キハ54形気動車（こくてつキハ54がたきどうしゃ）は、日本国有鉄道（国鉄）が1986年（昭和61年）から製作した一般形気動車である。
四国向けの温暖地型（キハ54 1 - ）と北海道向けの酷寒地型（キハ54 501 - ）の2種が製作されており、各部の仕様・形態には相応の差異がある。

## 概要
1987年（昭和62年）の国鉄分割民営化に先立ち、経営困難が予想された北海道・四国・九州の「三島会社」（さんとうがいしゃ）の経営基盤整備を目的として、民営化直前の1986年（昭和61年）に製作された車両群の一形式である。
「三島会社」は利用客が少ない非電化路線の割合が高く、当該路線で使用する車両も経年の高い老朽車が多数を占めていた。民営化後の車両計画にあっては、これら「三島会社」の地理的・経済的条件を主因とする脆弱な経営基盤に配慮して、国鉄最終年度の予算で当該地区向けの新形車両を製作し、将来の車両置換え負担を軽減する方法が採られた。
この計画に基づき、全長 21 m 級の両運転台式一般形気動車として製作された車両群がキハ54形である。北海道向けの酷寒地仕様、四国向けの温暖地仕様の2種が計画され、国鉄最終年度の1986年（昭和61年）に新潟鐵工所と富士重工業（共に当時）の2社で合計41両が製作された。

耐候性に優れるステンレス製軽量車体の採用、勾配や積雪に耐える性能を得るためのエンジン2基搭載など、地域の実情に応じた装備が施されている。一方、台車や変速機・運転台機器等には在来車の廃車発生部品を再利用し、一部の機器にはバス用の汎用部品を用いるなどの策で、製作コストの適正化を図っている。これらの設計は同時期に登場した、九州・四国地区向けのキハ32形・キハ31形にも採用されており、本形式と2形式との間には共通項が数多くみられる。

## 構造

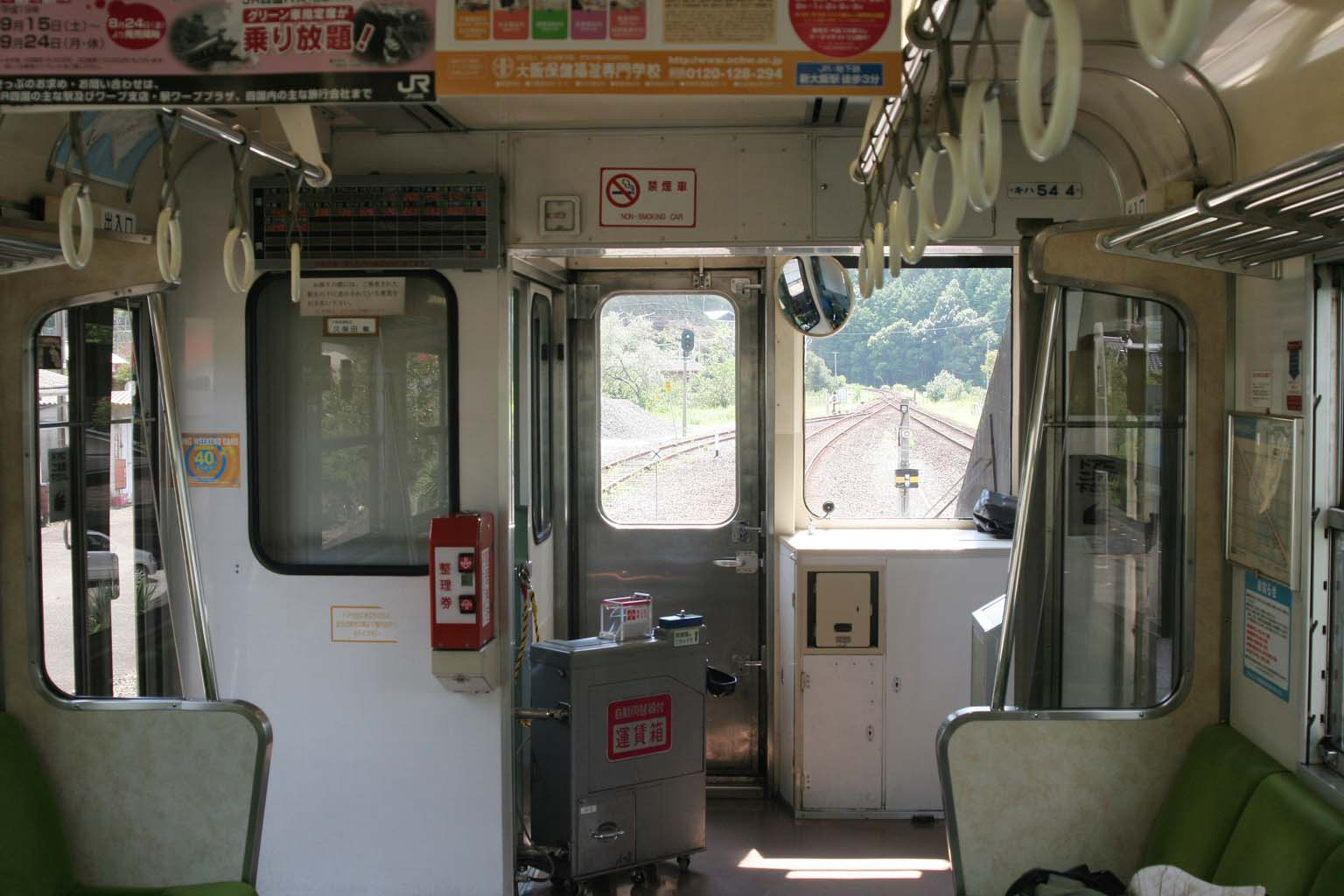
キハ54-4の運転台周り （2007年9月2日）
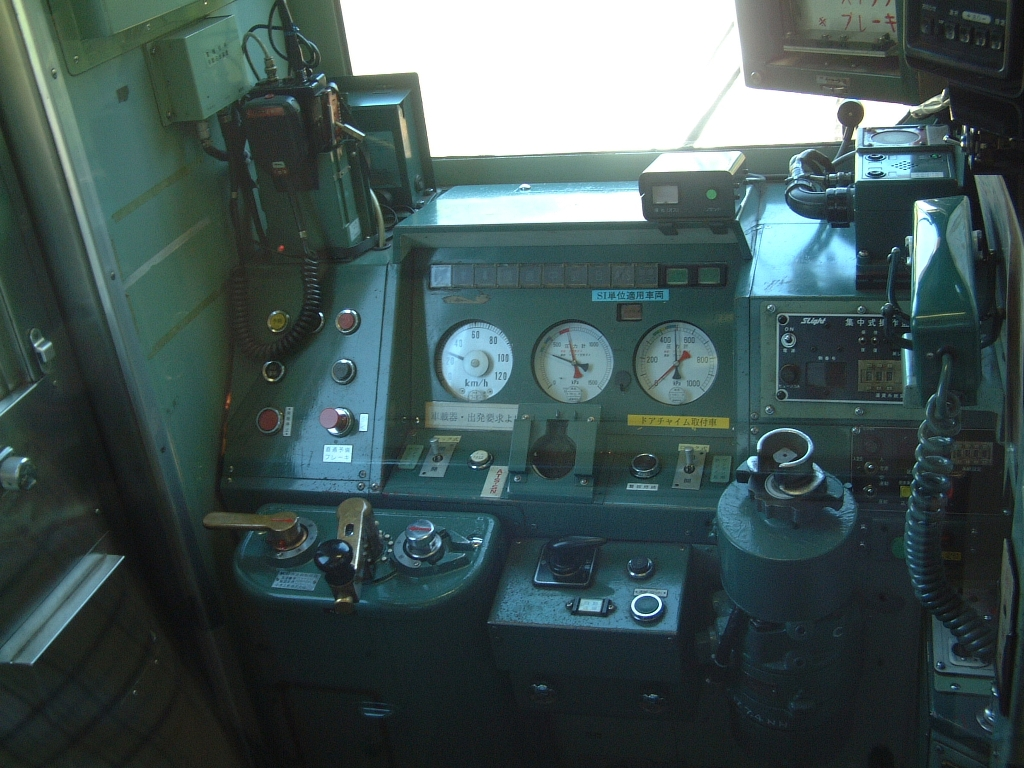
キハ54 500番台の運転台 （2005年9月23日）
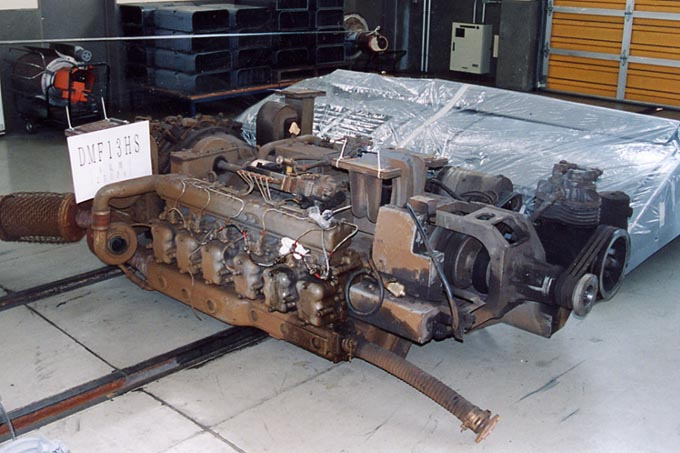
DMF13HS型エンジン （1998年10月 釧路運輸車両所）

車体
21 m級の構体で、国鉄の気動車ではキハ35形900番台以来となるオールステンレス車体を採用した。これは、1985年の205系以降国鉄車両に軽量ステンレス車体が本格採用されて一般化し、製造コストが下がってきたこと、また北海道では酷寒な気候や海岸部での塩害に対する耐久性が要求されたことなどが挙げられる。構造簡素化のため幅広車体とはされず、車体裾は絞りのない直線形状である。側面窓上下には外板歪みを防ぐビード加工がなされる。客用扉は車体両端に片側2扉を配置する。運転台を車体の前後に設ける両運転台式で、ワンマン運転時の乗降監視を容易にするため低運転台としている。
正面形状は平妻貫通式で、運転台窓回りを黒色とした大窓風の意匠を採用する。運転台窓上には種別・行先表示器を設ける。前面と側面の接合部は白色のFRP部材を額縁状に配する。
駆動系
新潟鐵工所（現・IHI原動機）製の直列6気筒ディーゼル機関DMF13HS (250PS/1,900rpm) を2基搭載し、車両の定格出力を500PSとしている。ターボチャージャー付の直噴式で始動性と熱効率に優れ、メンテナンス性も改善されている。
液体変速機は再用品で、TC-2A形（神鋼造機製）DF115A形（新潟コンバータ製）のいずれかを装備する。これはキハ20系気動車などの従来車で採用された1段直結式(変速段と直結段の2速)の変速機で、逆転機の機能は内蔵しない。機関出力の向上に応じ、クラッチ周辺を強化する改造が施された。
台車は再用品のDT22系を装備する。軸箱支持はウイングバネ式、枕バネはコイルバネを用いた国鉄一般形気動車の標準仕様品である。
駆動機関以外の伝動機構が在来車両の再用品であるため、最高速度は在来形気動車と同等の 95km/h とされた。
ブレーキ装置

在来型車同様のDA1A自動空気ブレーキを使用する。

## 仕様別詳説

### 四国仕様車（0番台）

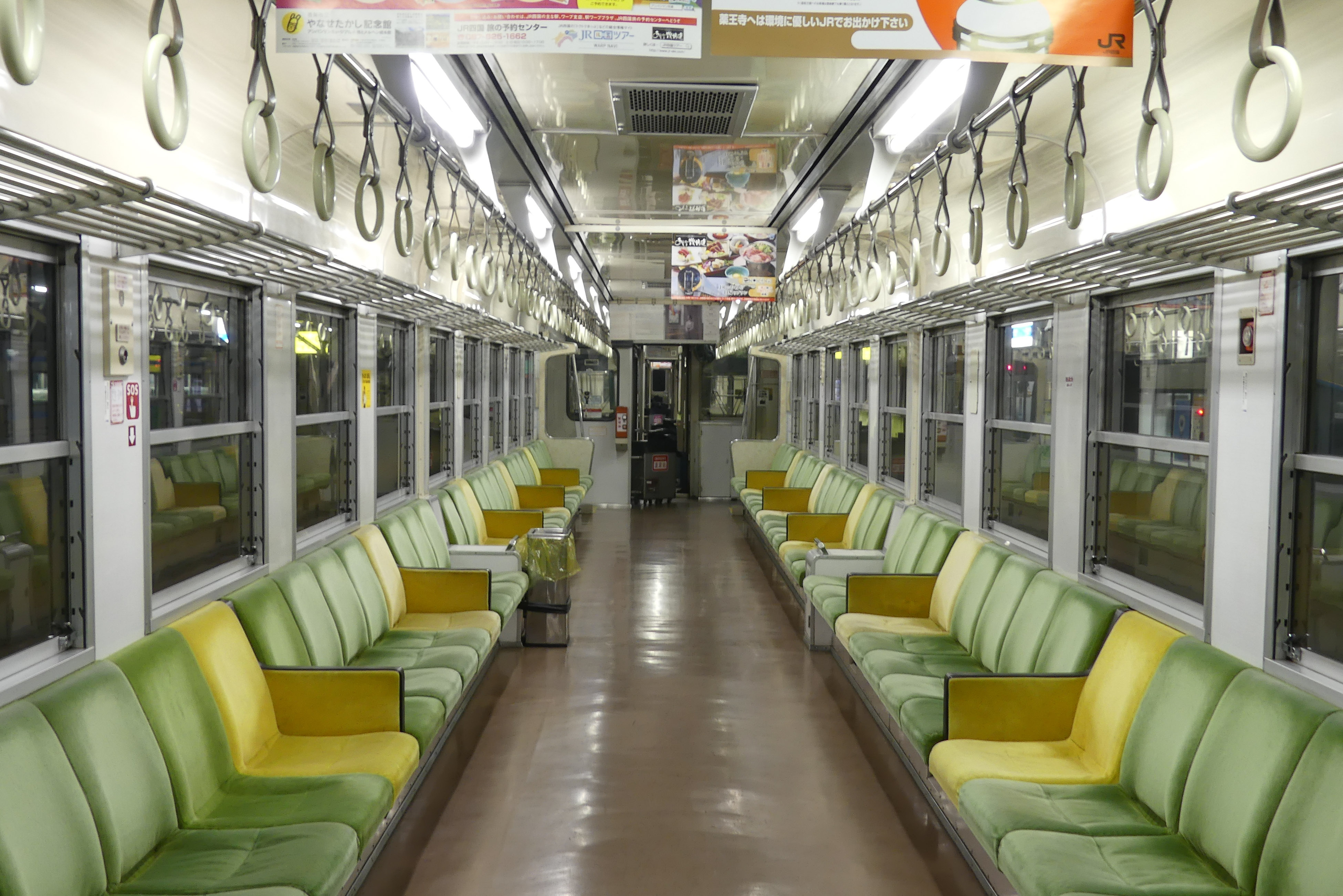
キハ54形0番台の車内 （2019年1月4日）
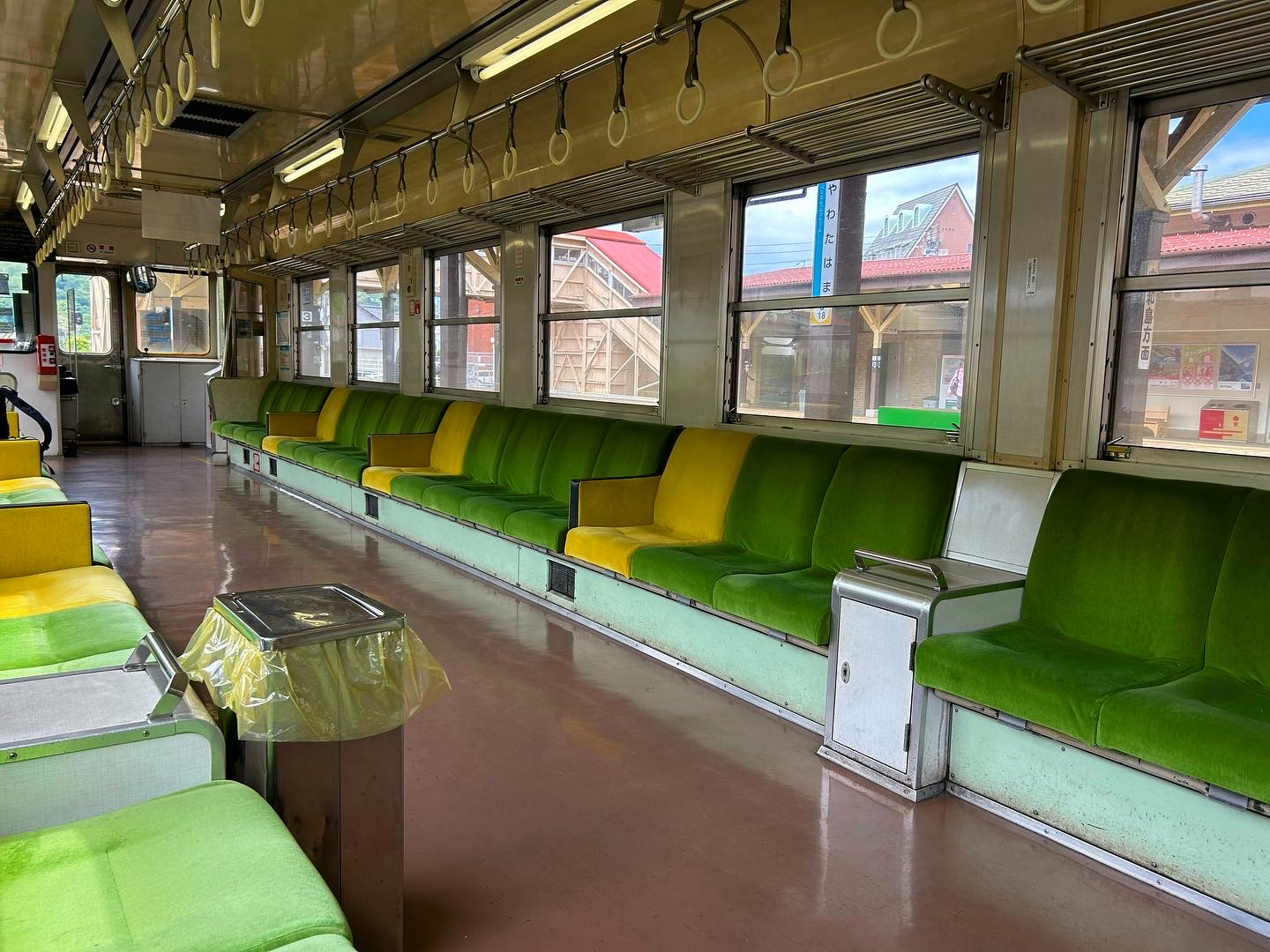
キハ54形0番台の座席、窓 （2023年5月17日）

温暖地で使用する区分で、1987年に12両 (1 - 12) が製作された。
製作の経緯
四国島内は予讃本線の法華津峠越えや土讃本線の四国山地越えなど、主要線区の急勾配区間が存在する。地域間輸送向けに高出力の両運転台車が必要であったが、当該地域に配置された高出力気動車は1960年代に製作された急行形車両が主であり、両運転台車は低出力の1機関搭載車が多数を占めていたほか、数少ない2機関搭載両運転台車のキハ52形は昭和30年代に製造された初期車が多く、老朽化が進行していた。
仕様

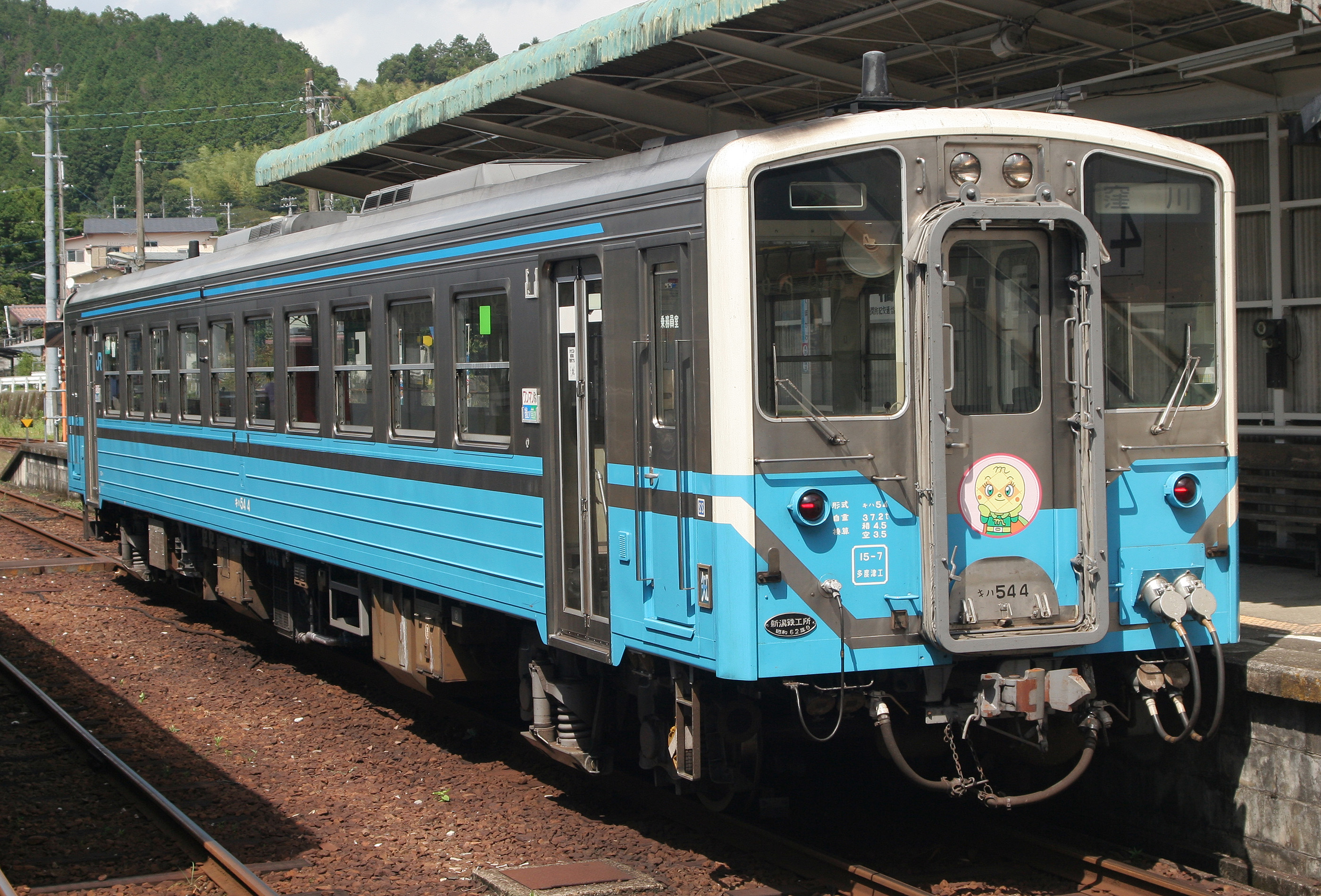
JR四国色のキハ54形0番台 （2007年9月2日 窪川駅）
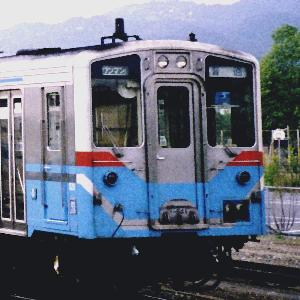
キハ54 1警戒色 （1994年 高知駅）

四国島内の地域輸送に使用するため、短距離輸送に特化した収容力・運用コストを重視した仕様で製作された。
外部塗色は、当初はステンレス地に黄かん色のストライプを斜めに配した。JR移行後にコーポレートカラーの水色を基調とした塗色に変更された。
客室窓は二段式の大型ユニット窓である。客用扉は 900mm 幅の折戸とし、戸袋を省略している。下方まで拡大された大型窓が特徴で、バス用のドアエンジンを利用したほか、速度感知式のドアロック機構を装備し、出発・到着時に自動で施錠・解錠をおこなう仕様である。正面下部のスカートは当初省略されたが、2010年頃より簡易的なスカートとして鉄棒が装着された。これは予土線の沿線で増加するシカとの衝突を想定したもので、車両の下へ巻き込ませないための予防的措置である。
- キハ54形0番台の車内
（2019年1月4日）
- キハ54形0番台の座席、窓
（2023年5月17日）

客室の座席配置はロングシートとされ、キハ38形と同一のバケットシートに加え、肘掛の役割を兼ねた仕切板を座席間に3～5人毎に配置して着席区分を明確化している。トイレは設置されず、室内のデッキ仕切りもない。冷房装置はバス用の機器を流用し、走行用エンジンの余裕出力を用いてコンプレッサーを走行用エンジンで駆動する機関直結式としている。

### 北海道仕様車（500番台）

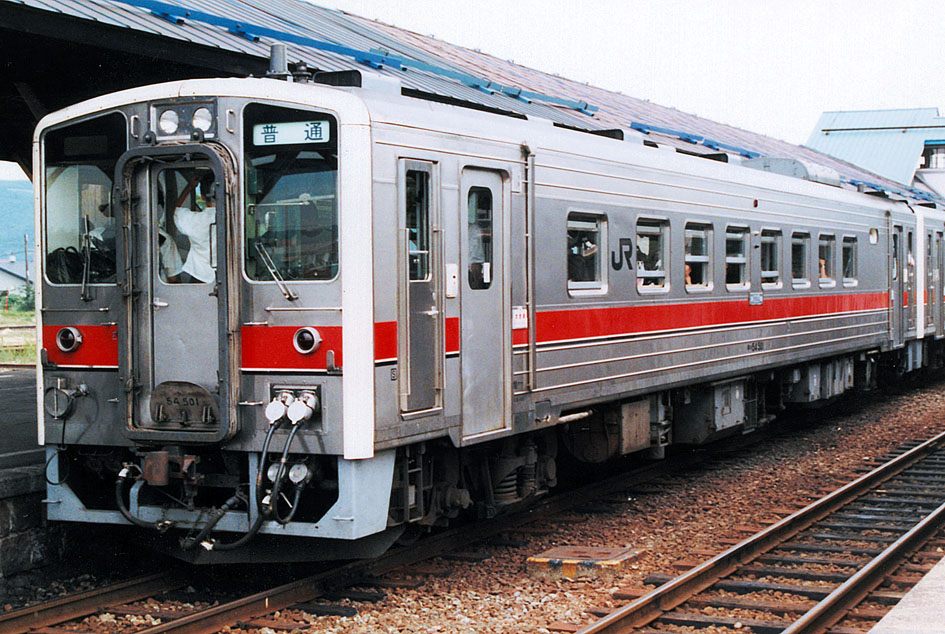
キハ54 501
（1990年）

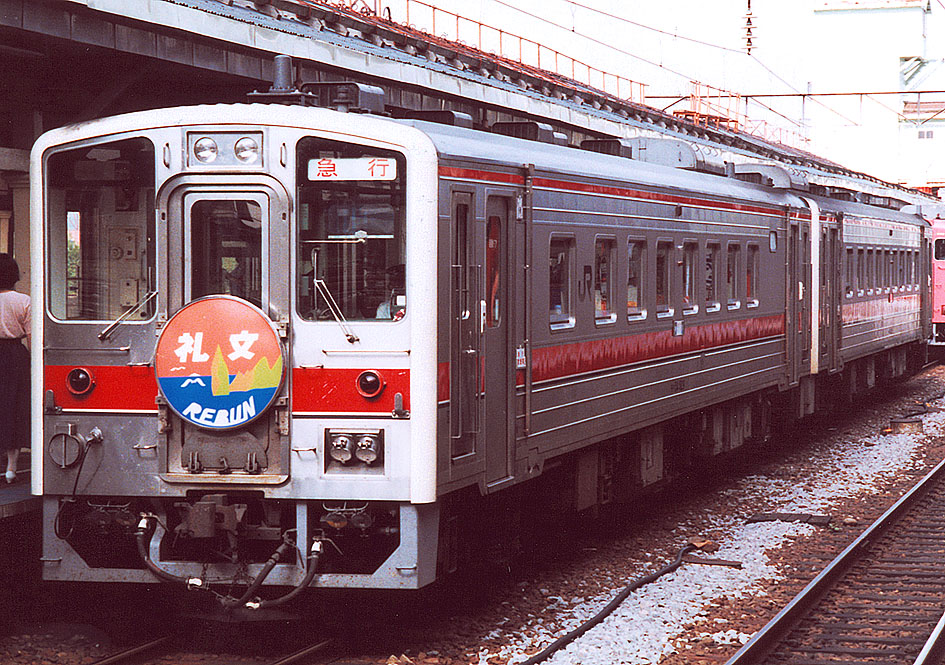
急行「礼文」
（1990年 旭川駅）

酷寒地で使用する区分で、1986年に29両 (501 - 529) が製作された。過酷な気象条件の中での運用に備え、随所に耐雪、凍結対策が施される。排雪走行や動物との衝突などに備え、運転台下にはスカートが装備される。
製作の経緯
北海道の非電化路線は冬期の積雪と列車頻度などの条件により、走行する列車自身が線路上の積雪を除去する、排雪走行の能力が要求される。国鉄時代には北海道向けの2機関搭載両運転台車は長く製作されず、キハ22形、キハ40形などの1機関搭載車を地域輸送に使用していた。これらの形式は出力に余裕がなく、冬季は冗長性確保のため、2両以上の編成で運行する対応がとられた。輸送実績に比しコストが過大となることから、この運用方法の解消は長年の課題であった。
1986年には、急行列車の削減で余剰となったキハ56形を改造した2機関搭載の両運転台車、キハ53形500番台が深名線などに投入された。しかしこれは、種車の経年等からも、長期の使用を想定しうるものではなかった。
仕様
客室窓は小型の一段上昇式で、車内側にFRP枠の内窓を備えた二重窓である。客室扉は 850mm 幅の引戸で、凍結対策として、ドアレールとステップに機関廃熱利用の温水ヒーターを装備する。開閉はドア横の押しボタンによる半自動仕様である。ドアチャイムはドア付近の天井に設けられ、閉まるときのみ鳴動する仕様である。
車体には赤16号を主体として下部にクリーム10号と灰茶8号の細線を配したテープを貼付する。
一般仕様車（501 - 526）の製作当初の座席配置は、出入台付近を四国仕様と同一のバケット式ロングシートとしたセミクロスシートとして長距離乗車に適応させた。クロスシート部はバス用座席に類似するヘッドレスト独立型の軽量設計である。モケットの色はオレンジ色が基本であるが、所々に黄色を点在させてアクセントとしていた。
長距離運用に備え、トイレを設置する。当初はFRP製ユニット式（和式）の垂れ流し式であったが、後に洋式便器を使用する循環式に改造され、汚物タンクは床下に設置するスペースがないため床上に追設された。水タンクは屋上に設置され、圧縮空気やポンプを使用しない重力給水式である。
冷房装置は装備せず扇風機のみを室内に設置し、屋上には押し込み式通風器を配置する。暖房装置は機関冷却水を利用した強力な仕様である。
駆動系は、1台の機関を停止し、1機関での走行も可能な仕様とされた。これは排雪対策を要しない夏季の運用コストに配慮した仕様であったが、使用線区の線路条件に鑑み、実際の運用では通年にわたって2機関を使用する。台車は軸ばねにゴム被覆を施したDT22F形で、コイルばねへの雪噛みによるばね機能喪失（線間密着）を防止する。
- 急行仕様 (527 - 529)

旭川 - 稚内間の宗谷本線急行「礼文」専用車として製作され、0系新幹線電車の廃車発生品である転換クロスシートを当初から装備した。窓割りは一般仕様車と同じなので、窓と座席が合っていない。車内の座席番号表示はない。識別のため、窓上に赤帯が追加されている。
この3両は「礼文」での運用を主とし、間合いで臨時の急行・快速・普通列車運用にも充当されたが、2000年3月ダイヤ改正で「礼文」が廃止され、以後は他のキハ54形500番台同様に運用されている。

### 改造
鹿笛追設
警笛は在来車と同様のタイフォンを装備していたが、野生動物、特にエゾシカとの衝突事故が多発する路線事情に対応するため、「鹿笛」と呼ばれる甲高い音色のホイッスルに交換されている。屋上装備で、耐雪カバーに覆われている。元々の警笛が付いていた部分はステンレス板で塞がれた。
機器更新
| キハ54 526のN-DT54形台車（2005年5月） |  | 既存車との併結も可能（2010年6月） |
| キハ54 526のN-DT54形台車（2005年5月） |  | 既存車との併結も可能（2010年6月） |

駆動系の主要機器について、流用部品（廃車発生品）を更新する工事を2003年 - 2005年に実施した。
液体変速機を直結2段（変速段+直結2段の3速）式の N-DW54 形に換装し、推進軸も軽量化されたものに交換された。制御装置は電気式の自動進段装置を装備し、変速段と直結段の切替が自動化された。他車への切替指令を可能とするため変直切替ハンドルは残されており、キハ40形気動車など手動切替式の在来気動車とも併結運転が可能である。
台車は軸梁式ボルスタレス台車の N-DT54 形に交換された。牽引装置は種車の心皿を流用している。釧路運輸車両所所属車両には台車に砂撒き装置が装備されている。
ブレーキ装置は制御弁をE型制御弁に取替え、応荷重装置を新設したほか、特殊鋳鉄制輪子（乙32-F：JR北海道苗穂工場製）を装着して制動力を向上させた。
施工後は自重が約 1t 軽くなり、最高速度は 110 km/h に引き上げられたが、使用線区の現状に鑑み最高速度 95 km/h のまま運用されている。
機関は在来のままながら、排気系にDPF（粒子状物質減少装置）を追加装着した車両が一部存在する。
座席交換
500番台一般車ものちに、観光客や長距離客に配慮し、キハ183系からの発生品である簡易リクライニングシートに座席を交換した。回転機構を用いない集団見合い方式の座席配置となり（10列40席）対面部分は間隔を広く取りテーブルが設置されている。
釧路運輸車両所所属の花咲線用の車両は再交換を実施し、急行仕様と同型の0系新幹線電車の廃車発生品である「海峡」用のオハ50系から再転用した転換クロスシートを装備した。座席のモケットは、水色地に北海道の鳥をデザインしたものに張り替えられた。
旭川運転所所属車両の一部には、製造当初の座席のまま、モケットのみをキハ183系同様のタンチョウ柄に張り替えたものがある。
後述するラッピング車両でもある522はダンプカーとの衝突事故で廃車となった789系1000番台HL-1005編成から自由席と同タイプのリクライニングシートへ交換された。こちらも集団見合い式の固定配置となっている。

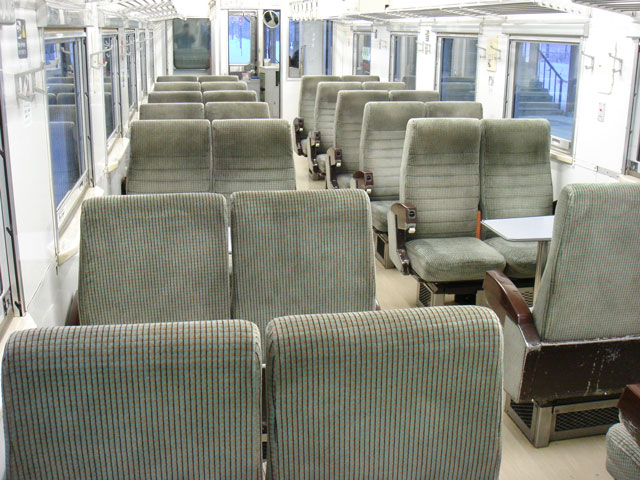
キハ54形500番台の 集団見合い式シート （2006年12月8日）
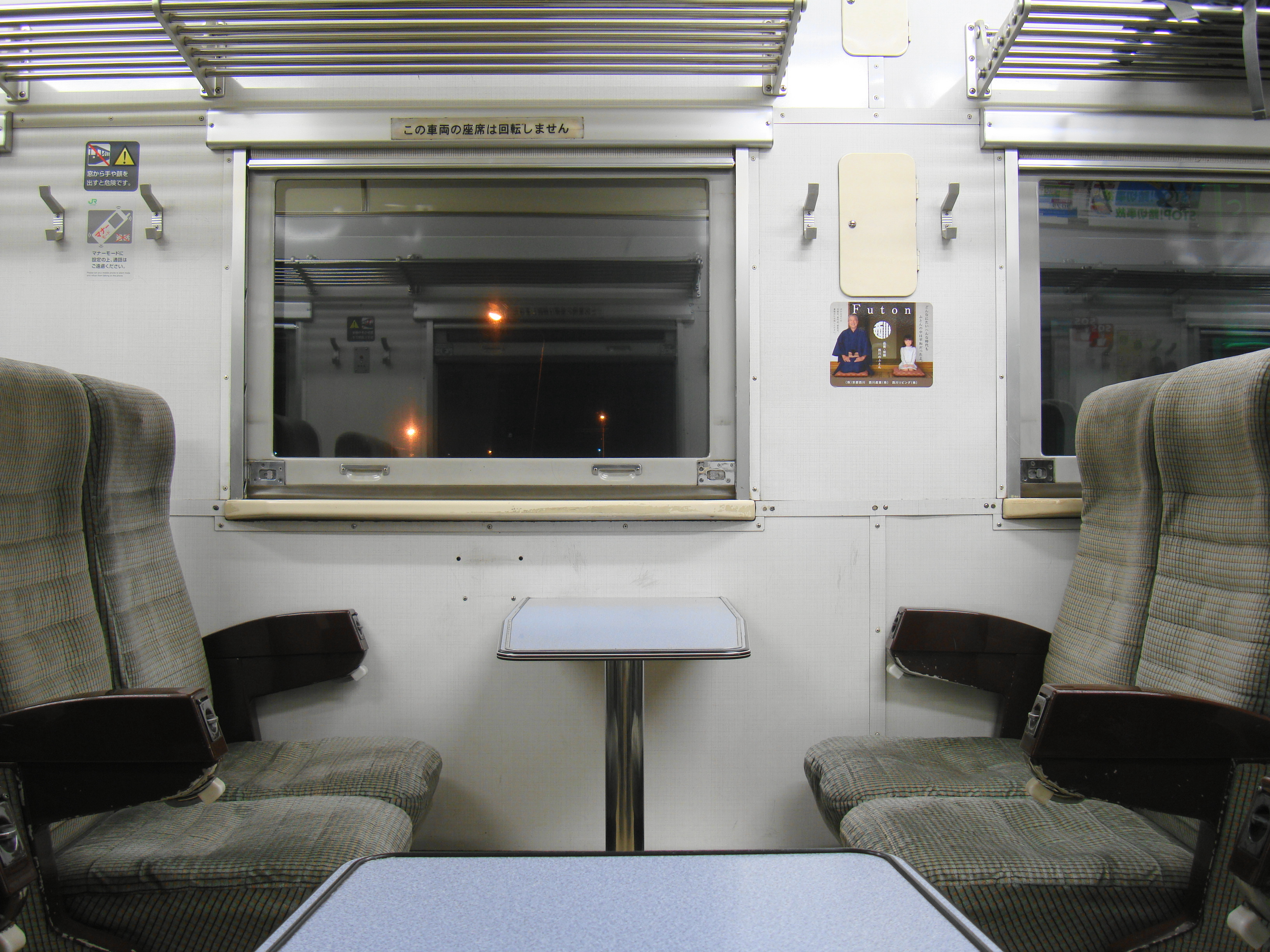
中央のボックス部分（2012年10月18日）
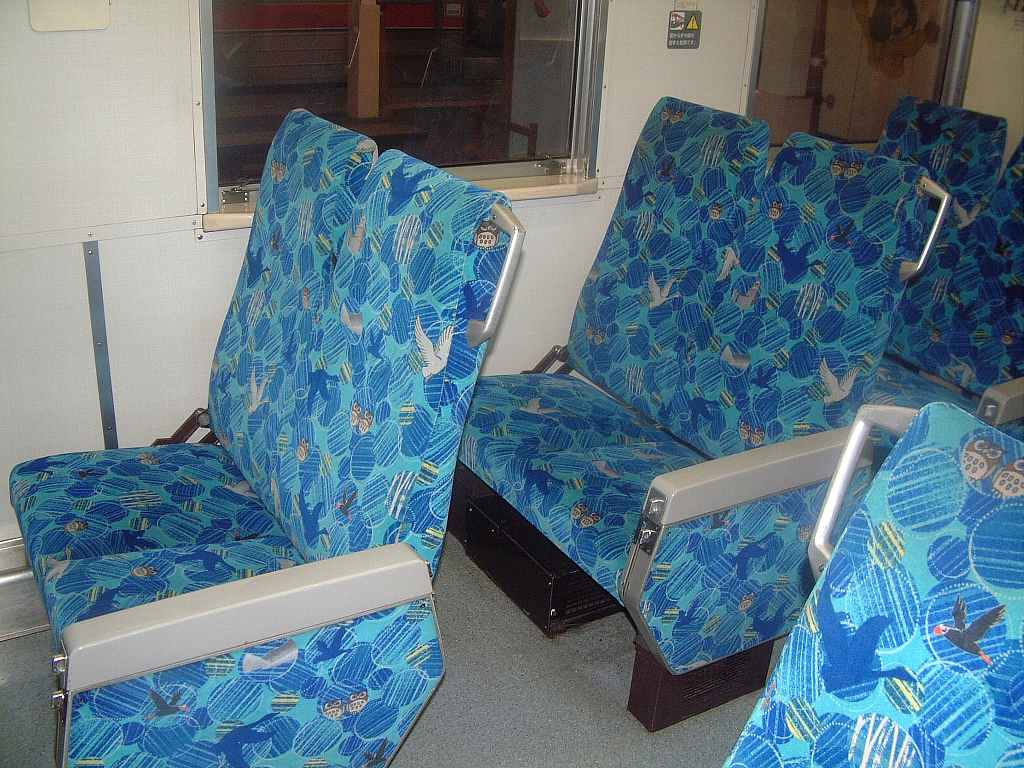
花咲線仕様車の 転換クロスシート （2007年8月26日）
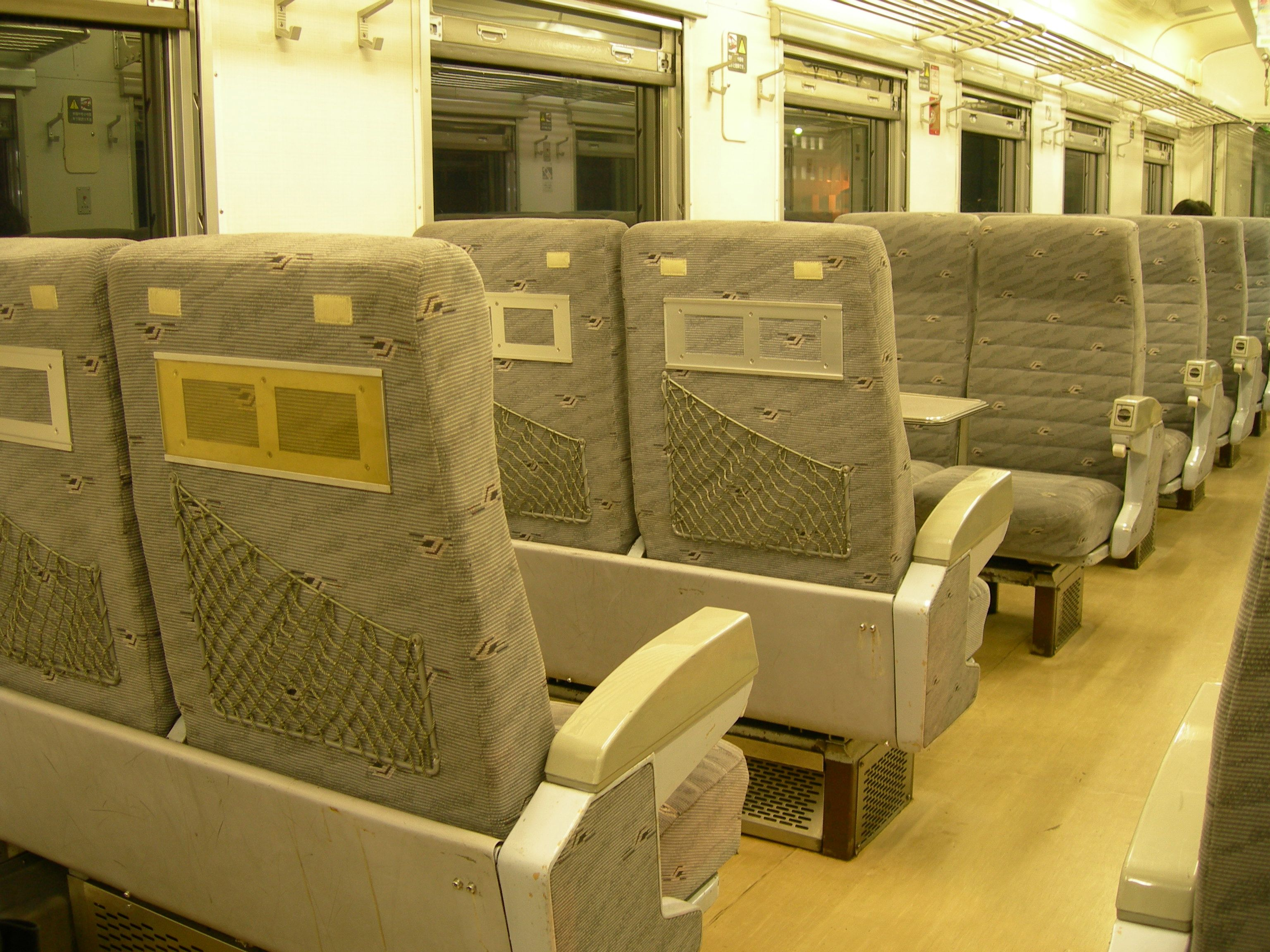
簡易リクライニングシート （2009年9月18日）
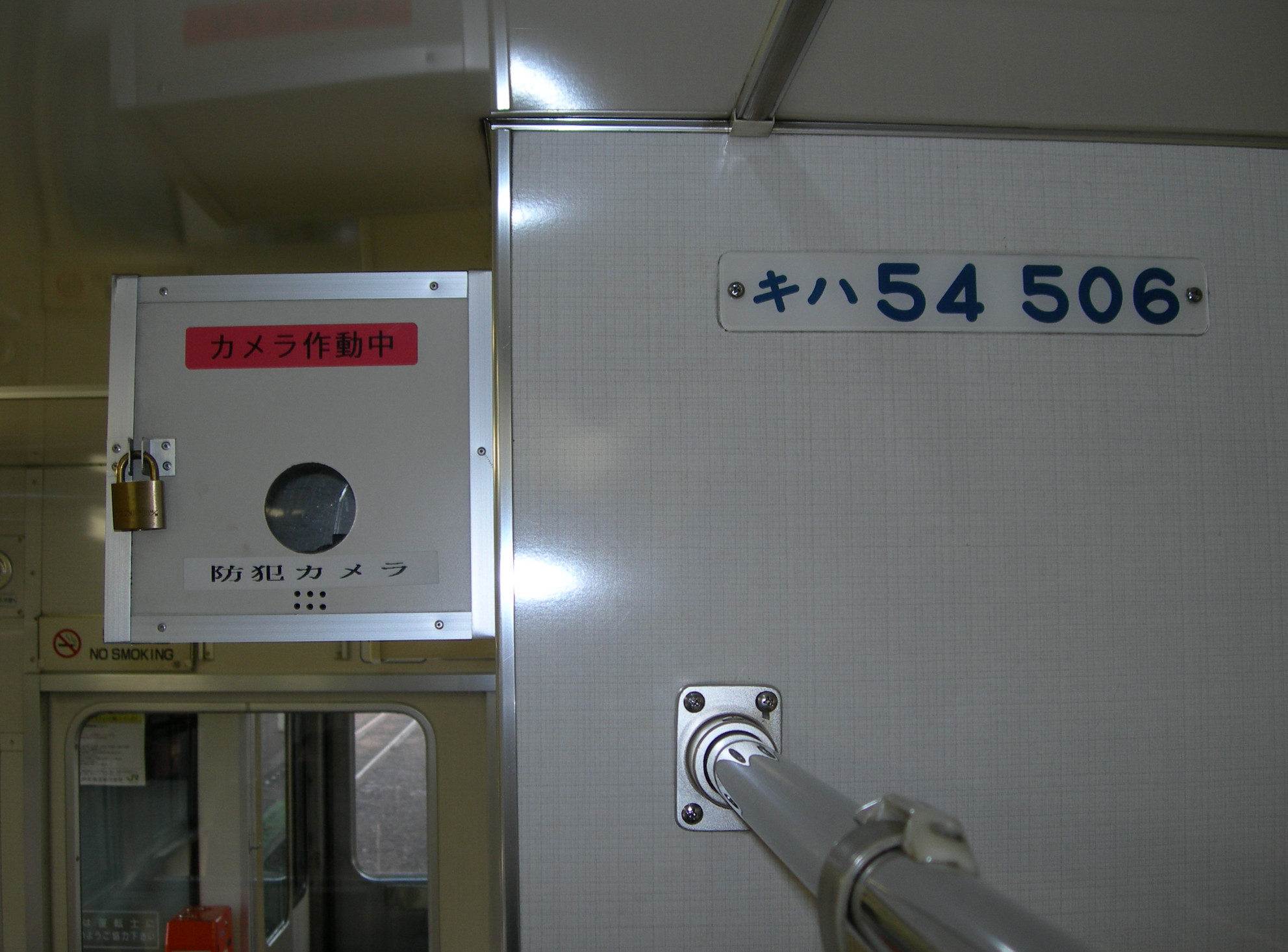
防犯カメラ搭載車 （2007年10月1日）
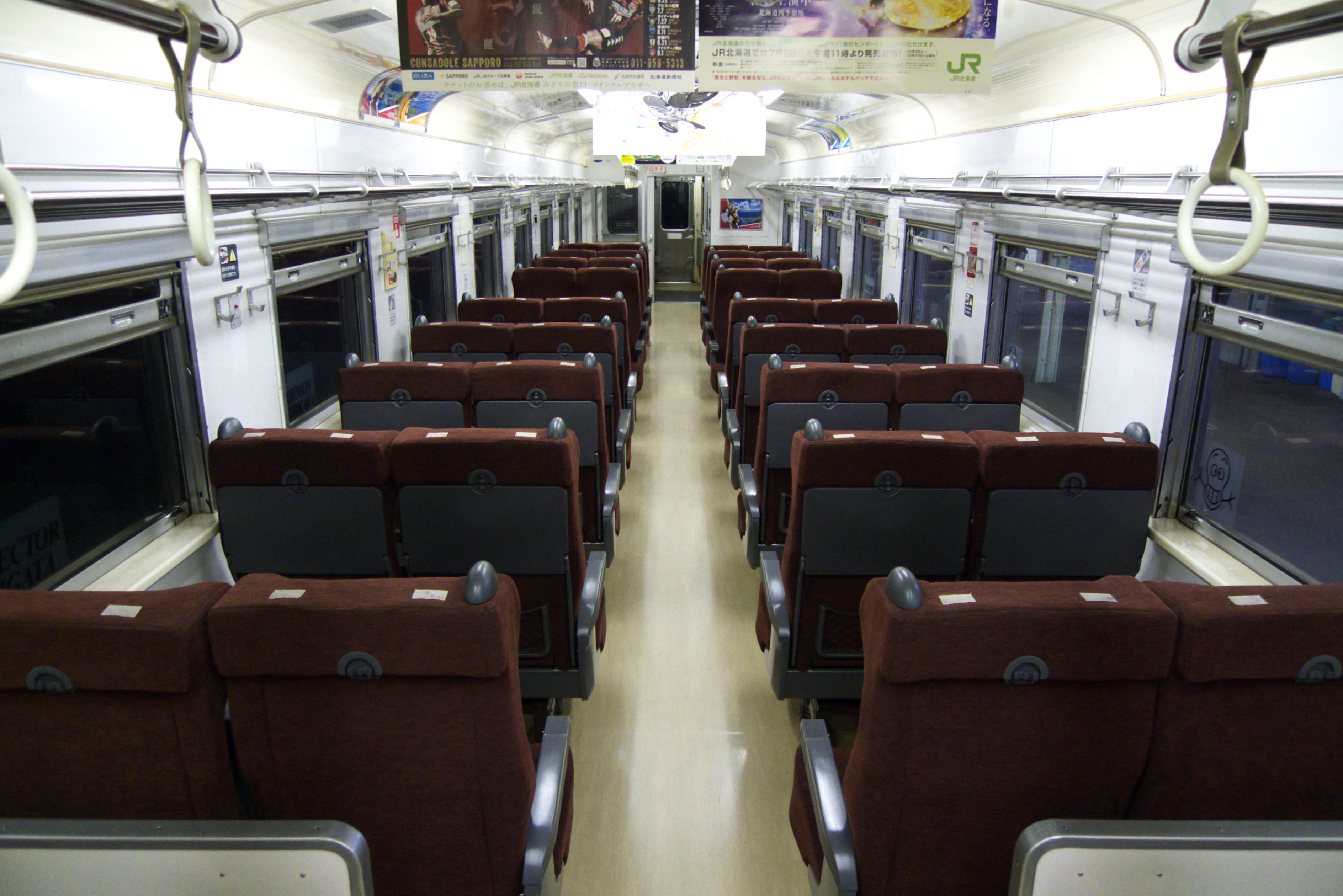
789系1000番台と同型のリクライニングシートを集団見合い式で配置するキハ54 522（2013年8月22日）

## 運用・現況

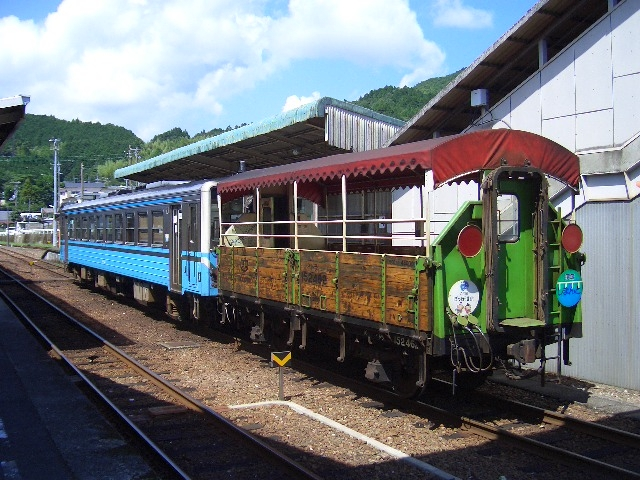
トロッコ列車「清流しまんと号」として運用される
キハ54形0番台と
トラ45000形トロッコ車
（予土線窪川駅）

### JR四国
松山運転所に全12両を配置し、以下の区間で使用する。
- 予土線
- 予讃線（松山 - 宇和島）
- 内子線

1990年11月21日に予讃線伊予市駅 - 伊予北条駅の電化により、全車両が高知運転所に転属したが、1エンジン小型車のキハ32形が粘着重量不足により、登坂の際に空転を頻発させて運行に支障を来したことから、これを代替する目的で同運転所配置のまま予土線を介して2003年ごろから充当されるようになり、のちに1500形導入に伴う玉突き転配で段階的に松山運転所に再配置されていった。
予土線でのトロッコ列車運転期間には、出力に余裕のあるキハ54形がトラ45000形トロッコ車の牽引車に用いられ、貫通ドアには「アンパンマン」の主要キャラクターのステッカーが貼られていた。2013年10月にキハ54 4をトラ45000形トロッコ車コトラ152462と共にリニューアルして「しまんトロッコ」として運転している。

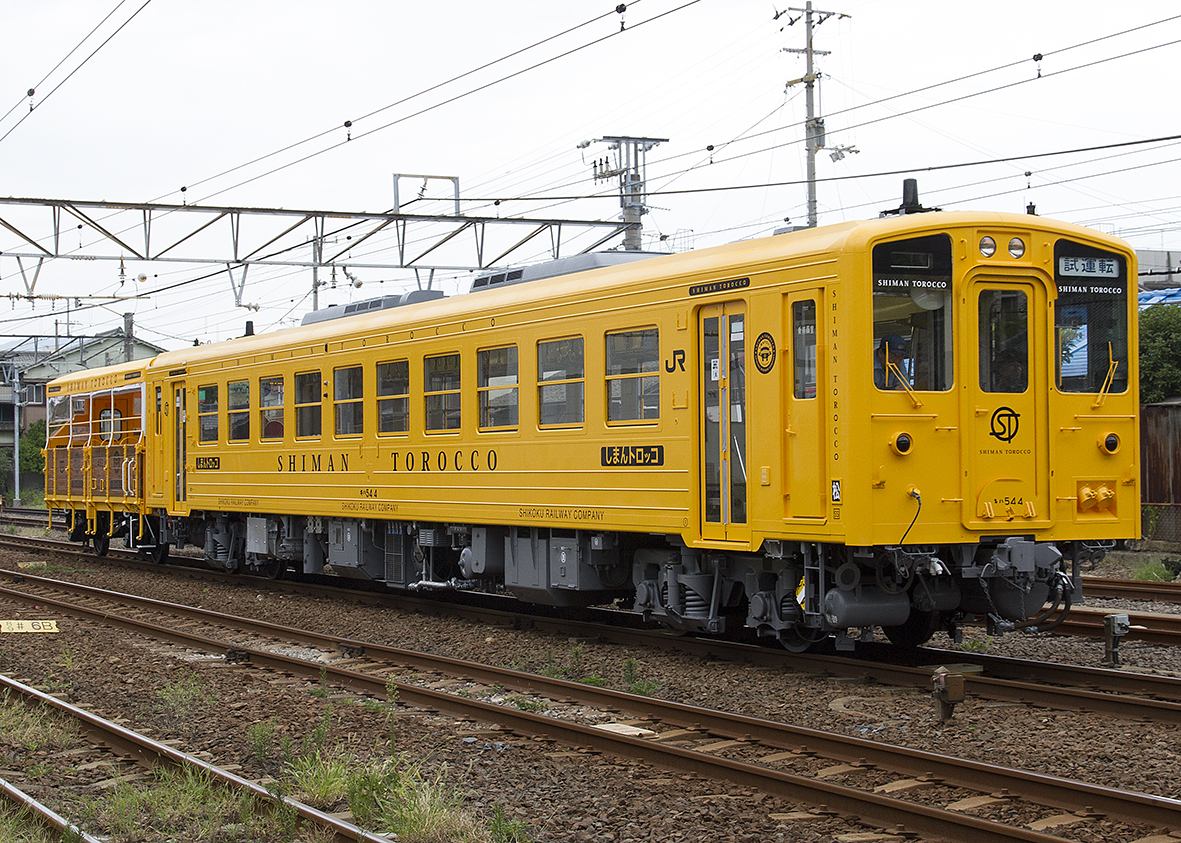
キハ54 4+コトラ152462「しまんトロッコ」
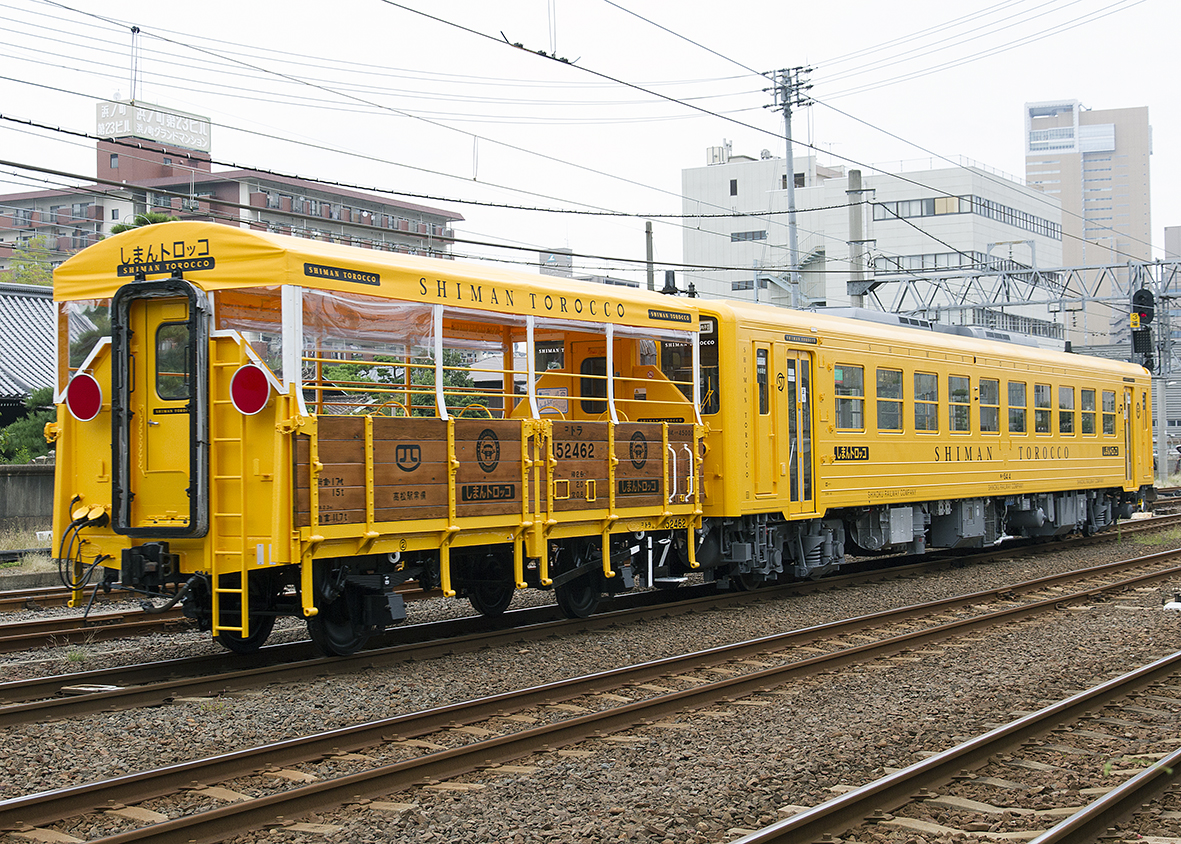
コトラ152462+キハ54 4「しまんトロッコ」

予土線、予讃線、内子線において、ラッピング列車「おさんぽなんよ」、「しまんと開運汽車 すまいるえきちゃん号」も運行。

### JR北海道
製造当初は旭川運転所（501-503, 527-529）、苗穂運転所（504-506, 511-515, 524-526）、函館運転所（507-510）、釧路運転所（516-523）に配置され、既存形式と混用された。しかし、分割民営化後、車両性能を活かせていないことや、バスとの対抗上列車のスピードアップが必要となったことを受け、1988年（昭和63年）10月までに旭川・釧路に配置を集約し、続く同年11月3日改正より、道北・道東地方各線の普通列車高速化に貢献した。
その後は配置換えや宗谷本線・根室本線（花咲線）における運輸営業所の設立・廃止を経て、現在も引き続き旭川運転所・釧路運輸車両所に配置される。

#### 旭川運転所配置車

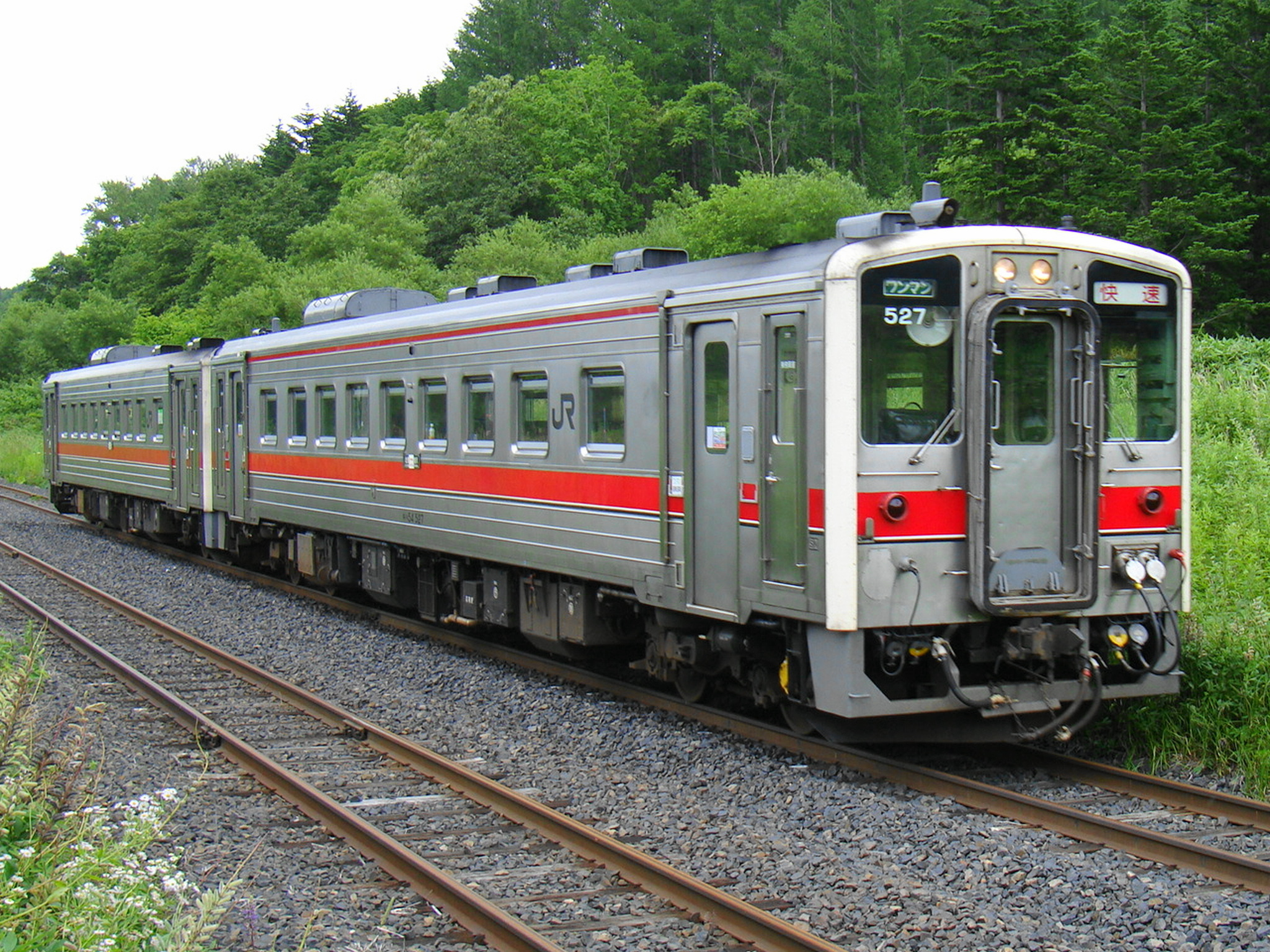
特別快速「きたみ」に運用される キハ54形500番台 （2009年7月29日 石北本線奥白滝信号場）
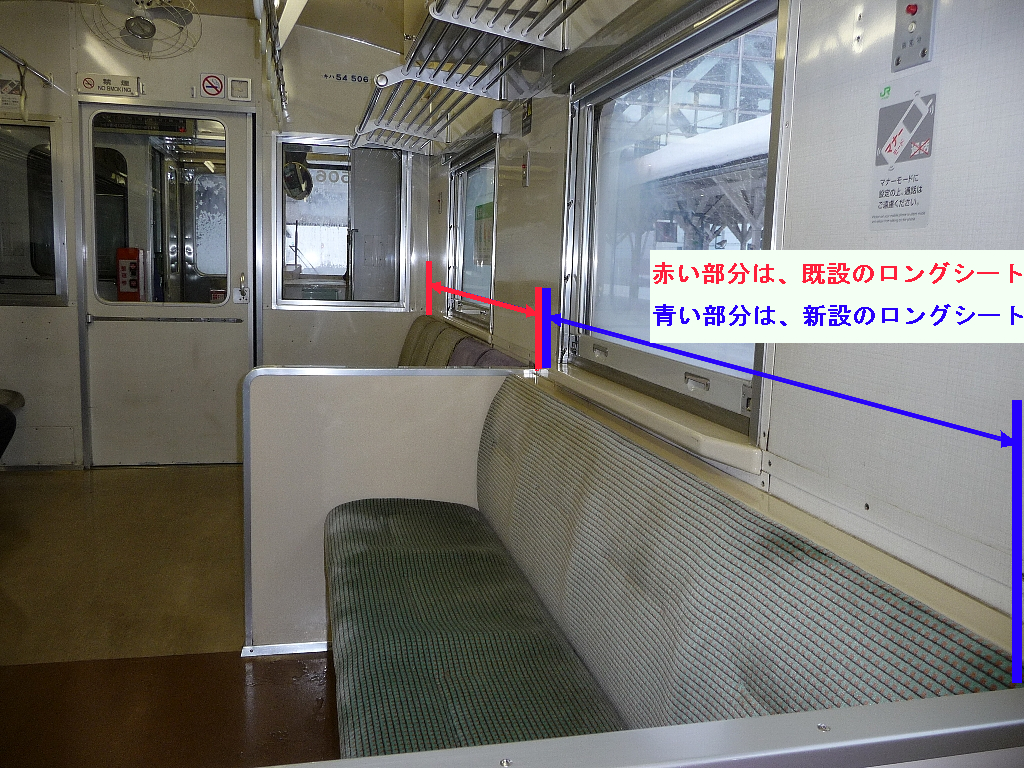
ロングシート部分が延長された、 旭川運転所所属のキハ54 506の室内の様子 （2009年1月9日 北見駅）
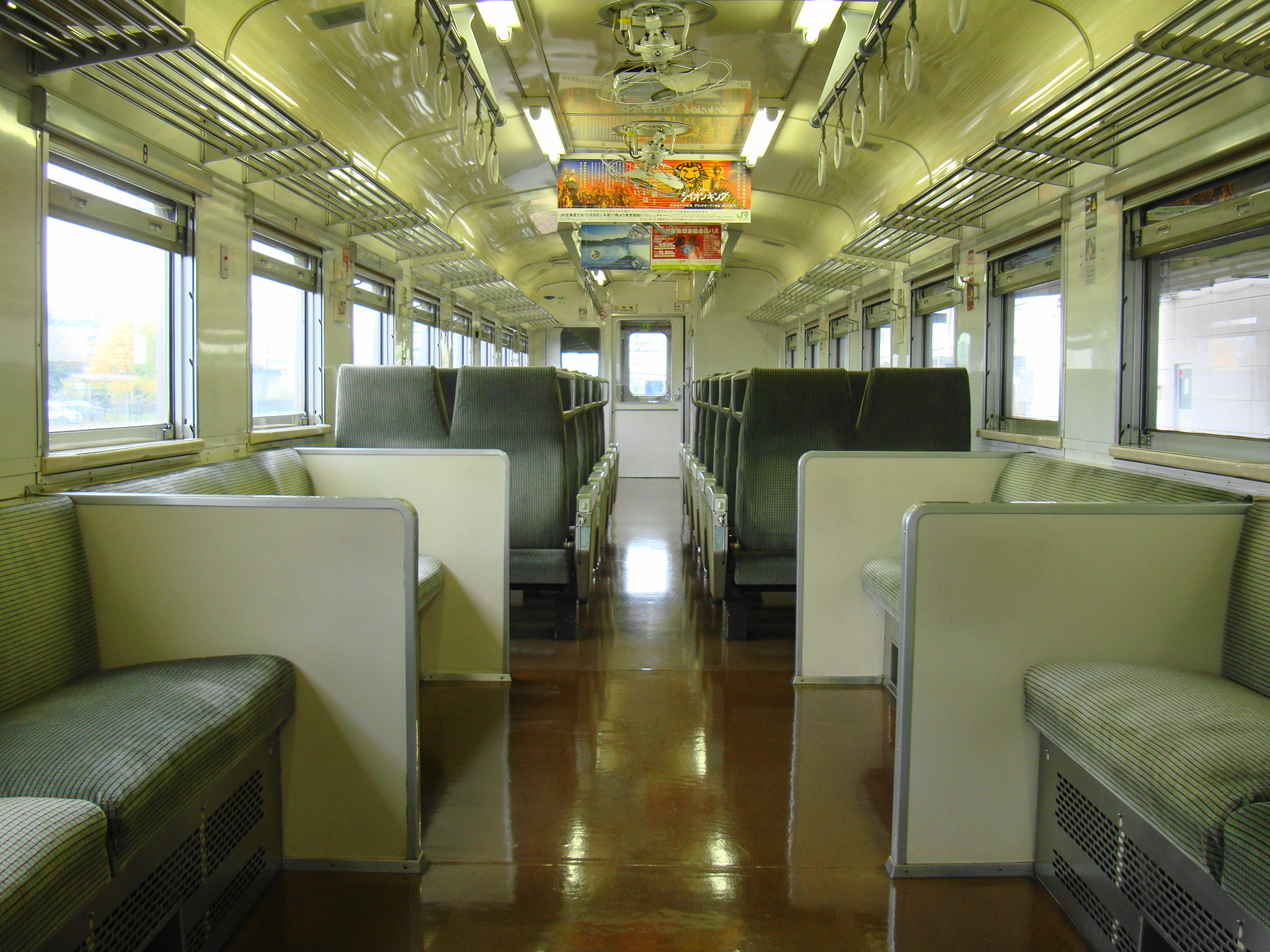
急行仕様車のキハ54 527室内の様子 転換シートは6列に減少 （2011年10月10日 北見駅）

現行の定期運用（2025年3月15日時点）
- 宗谷本線
2016年までは宗谷北線運輸営業所所属の車両が名寄以北を中心に限定運用されていたが、2017年3月4日付で全て旭川運転所へ転属した。
- 留萌本線
- 函館本線（滝川 - 旭川間）
- 根室本線（滝川 - 富良野間）

過去の定期運用
- 富良野線
H100形の投入に伴い、2023年3月17日をもって定期運用を終了。
- 石北本線
H100形の投入に伴い、2024年3月15日をもって定期運用を終了。
特別快速「きたみ」も担当していた。
急行仕様車は留萌本線での通勤通学需要に適応させるため、同線での使用を一時中断の上で2007年9月に一部座席の撤去工事を実施し、引き続き同線で使用されている。一般仕様車も、ロングシート部の拡大工事が施工されている。

- 特別快速「きたみ」に運用される
キハ54形500番台
（2009年7月29日 石北本線奥白滝信号場）
- ロングシート部分が延長された、
旭川運転所所属のキハ54 506の室内の様子
（2009年1月9日 北見駅）
- 急行仕様車のキハ54 527室内の様子
転換シートは6列に減少
（2011年10月10日 北見駅）

#### 釧路運輸車両所配置車
現行の定期運用（2024年3月16日時点）
- 根室本線（花咲線）（釧路 - 根室間）
花咲線用の車両は、台車交換工事施工時に車体の帯をハマナスの花の色に似たピンク1色のテープに変更した。520は車体全体に花をあしらったデザインのラッピングを施されたが、同車は2007年3月1日に石北本線で発生した踏切脱線衝突転覆事故に罹災、同年3月7日付けで廃車となった。これに伴い、旭川運転所から507が釧路運輸車両所に貸し出された。507はラッピングが施され、JR北海道釧路支社の広告車として釧路地区で運用されていた。その後、507は正式に釧路運輸車両所に転属となり、車体の広告も外された、のちに後述の「流氷物語」に改造されている。
522は、2012年より「ルパン三世」のラッピングが施されている（原作者のモンキー・パンチの出身地である浜中町が花咲線の沿線に含まれているため）。
507・508の2両は、2017年1月28日より釧網本線網走 - 知床斜里間において運行を開始した臨時列車「流氷物語号」へ充当するため、専用のラッピングを施されている。なお、508は2020年10月19日に釧網本線で発生したタンクローリーとの衝突事故により、翌年の「流氷物語号」が別車両による運用に変更されるなどの影響が発生している。その後、508は2022年9月に修復工事が完了し運用に復帰しているが、被災した部分の前面が新規製作となったため、片側のみであるがタイフォンカバーの撤去跡が見られなくなっている。
521は、車体の半分が赤基調、もう半分が白基調のラッピング（花咲線の場合、根室方向を進行方向とすると進行方向右半分が赤基調、左半分が白基調）を施され、「地球探索鉄道花咲線ラッピングトレイン」として2018年11月1日より運行されている（通常の普通・快速列車として花咲線および釧網本線で使用）。

過去の定期運用
- 釧網本線
H100形の投入に伴い、2024年3月15日をもって定期運用を終了。
- 石北本線（北見 - 網走間）
H100形の投入に伴い、2024年3月15日をもって定期運用を終了。

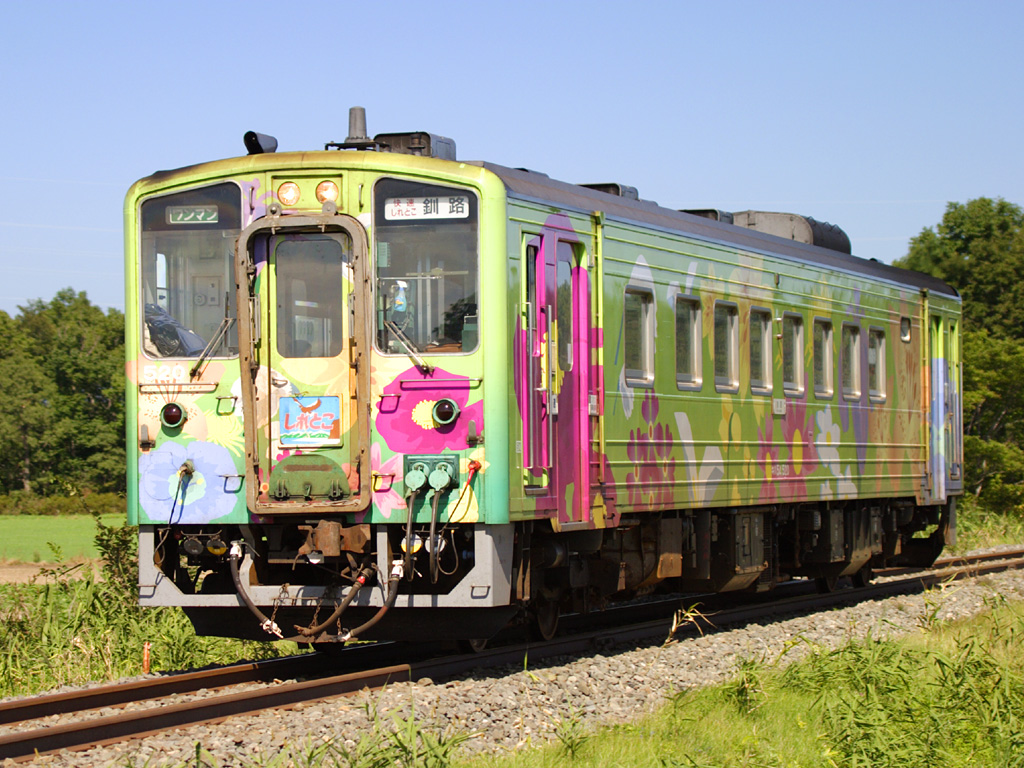
キハ54 520 台車交換済み ラッピング車 （2005年9月15日 中斜里駅付近） 2007年に踏切脱線衝突転覆事故に罹災し廃車
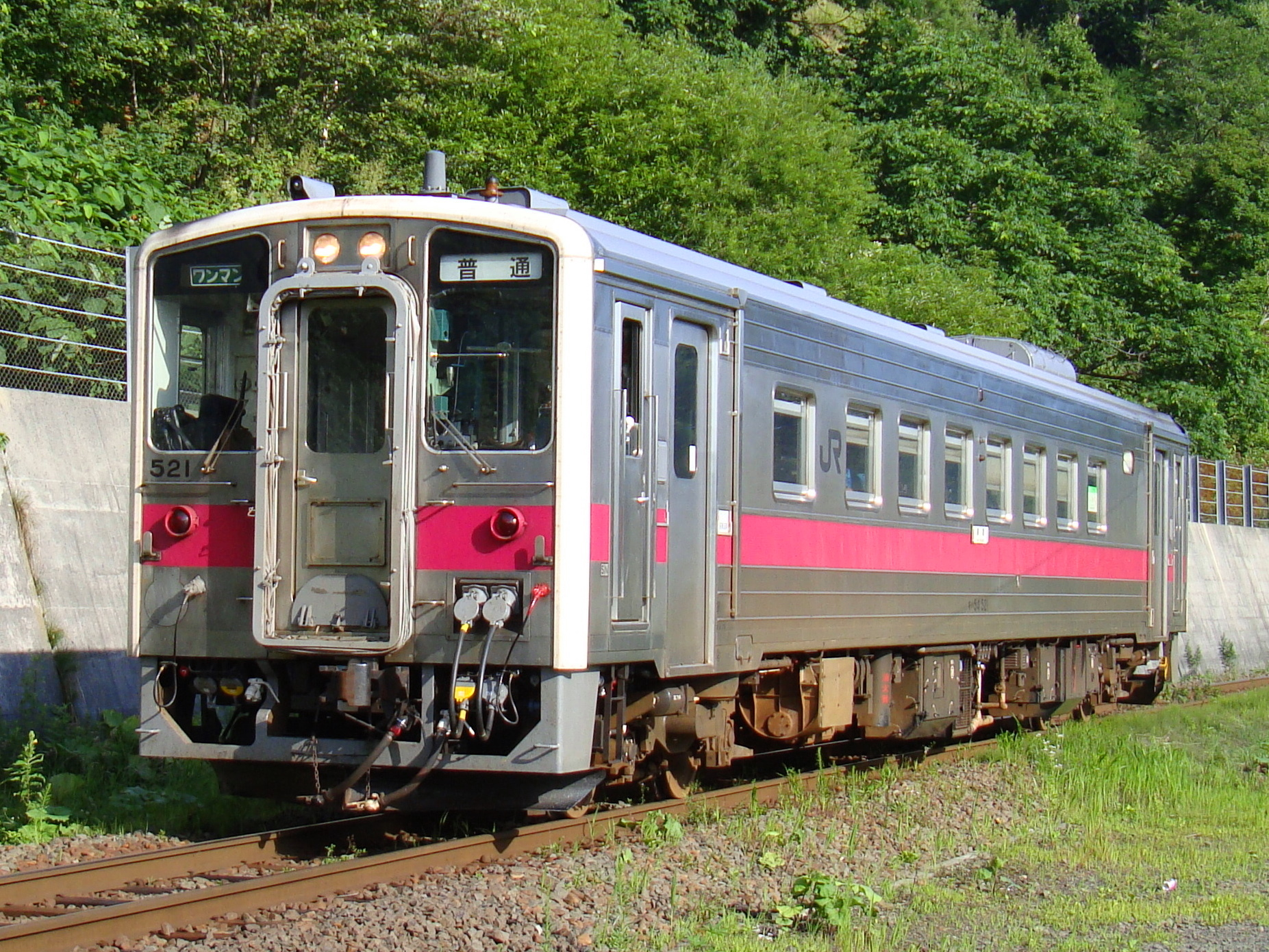
キハ54 521 花咲線仕様の車体帯に変更後 （2010年8月3日）
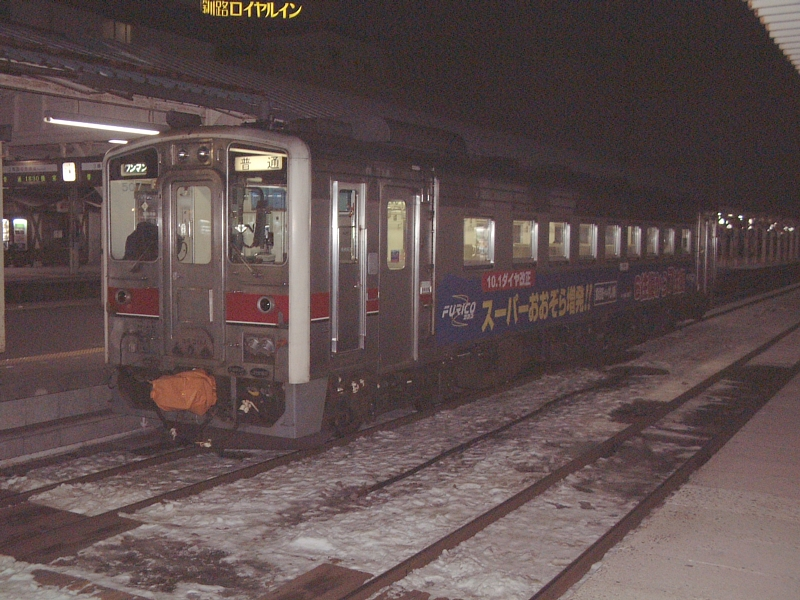
キハ54 507 JR北海道釧路支社の広告入り （2008年1月10日 釧路駅）
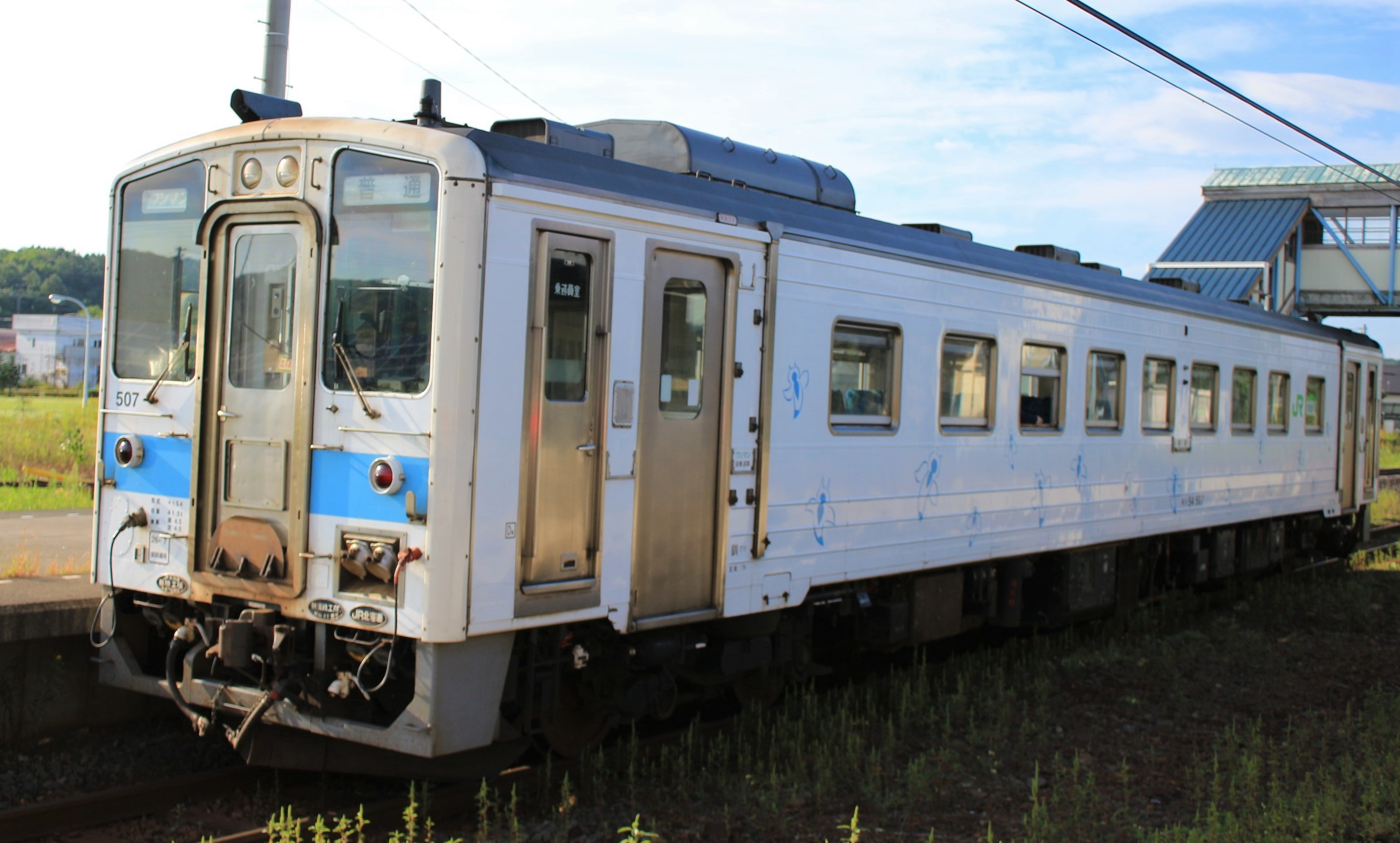
キハ54 507　「流氷物語号」ラッピング車両 （2020年8月 網走駅）
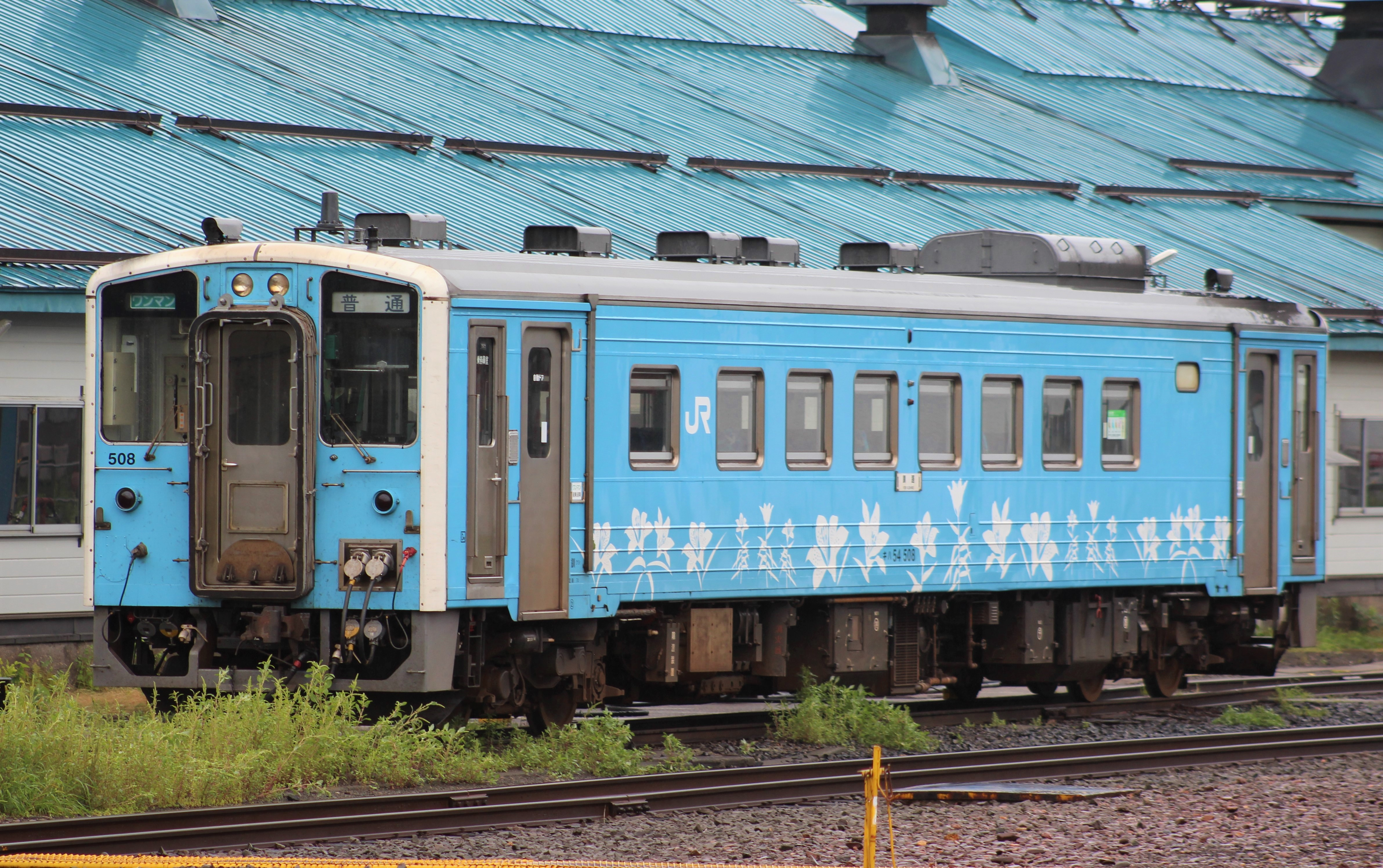
キハ54 508　「流氷物語号」ラッピング車両 （2020年8月）
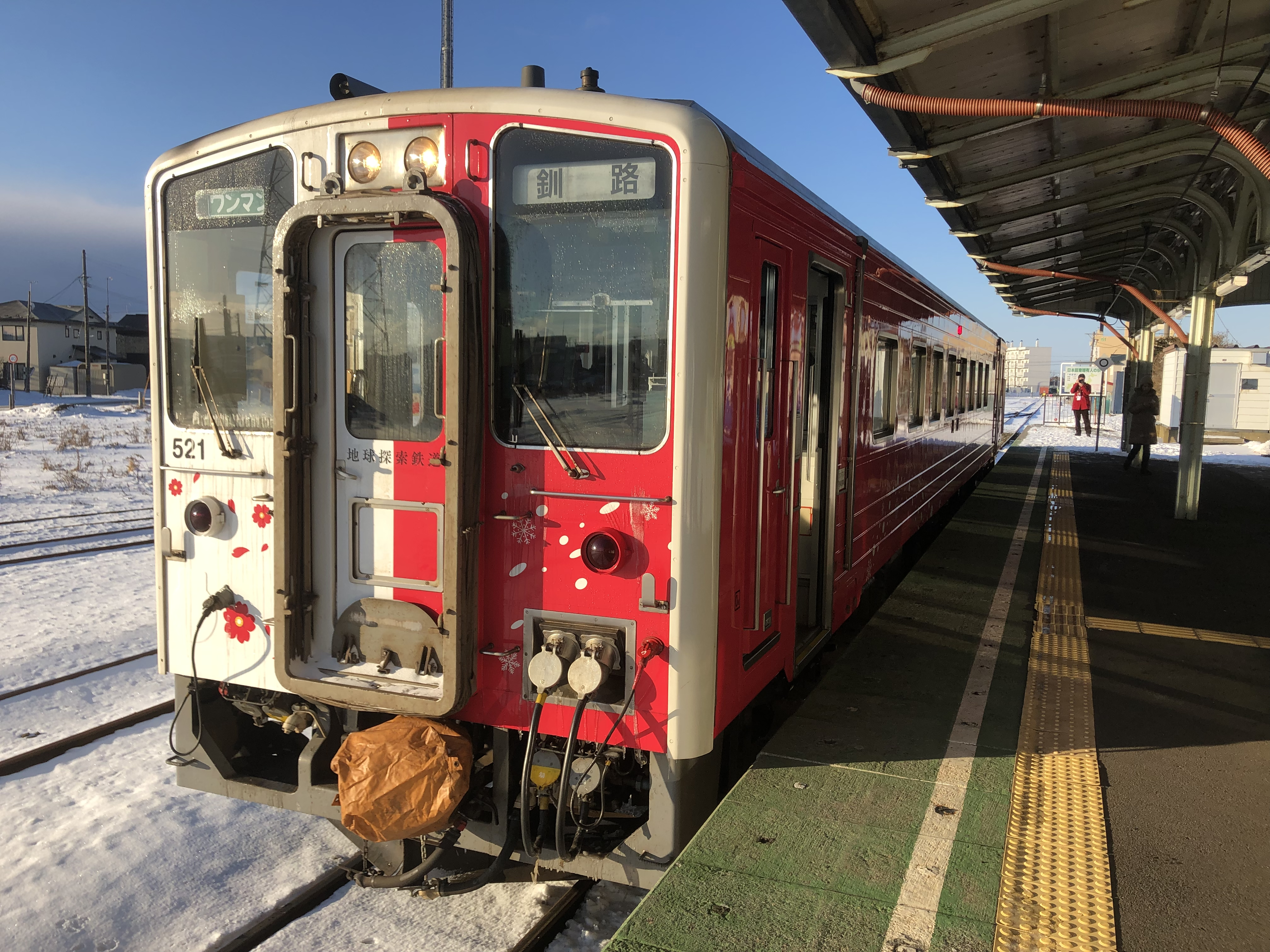
キハ54 521　地球探索鉄道花咲線ラッピング車両 （2019年1月 根室駅）

## 車歴表
- 製造…新潟：新潟鐵工所、富士重：富士重工業
- 配置（四国）…松山：松山運転所、高知：高知運転所
- 配置（北海道）…旭川：旭川運転所、苗穂所：苗穂運転所、函館：函館運転所、釧路：釧路運輸車両所[注 5]、宗谷：宗谷北線運輸営業所、花咲：花咲線運輸営業所

## 改造歴
- 改造所（四国）…高知：高知運転所
- 改造所（北海道）…旭川：旭川運転所、苗穂工：苗穂工場、釧路：釧路運輸車両所[注 6]